# Вальдфиртлер
| Вальдфиртлер  | Вальдфиртлер  |
| ------------- | ------------- |
| Регион        | Waldviertel   |
| Символ        | W             |
| Обменный курс | 1EUR = 1W     |
| Налог Гезелля | 2 % в квартал |
| Налог Тобина  | 5 %           |

Вальдфиртлер (нем. Waldviertler) — региональные деньги австрийского региона Вальдфиртель (нем. Waldviertel, Нижняя Австрия).
Для обладателей вальдфиртлеров действует налог Гезелля — 2 % в квартал: вальдфиртлер является годным платёжным средством только в течение квартала. Если вальдфиртлер не истрачен в течение 3 месяцев, его легитимность можно возобновить, заплатив налог 2 % от номинала. Уплаты налога Гезелля легко избежать, тратя вальдфиртлеры по мере поступления. Считается, что эта мера сохраняет деньги в обращении немецкой общины и препятствует скапливанию вальдфиртлеров с целью ростовщичества — создания искусственного дефицита оборотных средств и последующего вымогания ссудного процента.
При обмене вальдфиртлеров на евро, в пользу развития региона удерживается 5 % (налог Тобина). При обмене евро на вальдфиртлеры или при оплате вальдфиртлерами никаких дополнительных комиссий не предусмотрено.
В 2011 году местные власти начали принимать 30 % муниципальный налог в вальдфиртлерах.. Собранные платежи тратятся на гранды для финансирования местных программ, в том числе местный интернет-журнал.
Согласно требованиям текущего австрийского законодательства, расплачиваться и принимать вальдфиртлеры могут только члены ферайна «Waldviertler-Regional» — союза граждан, осуществивших эмиссию локальных денег. Формуляр о вступлении в валютный союз можно распечатать прямо с сайта валютного комитета.